# Ґуткі
Ґуткі (пол. Gutki) — село в Польщі, у гміні Щучин Ґраєвського повіту Підляського воєводства.
Населення — 88 осіб (2011).
У 1975-1998 роках село належало до Ломжинського воєводства.

## Демографія
Демографічна структура станом на 31 березня 2011 року:
|          | Загалом | Допрацездатний вік | Працездатний вік | Постпрацездатний вік |
| -------- | ------- | ------------------ | ---------------- | -------------------- |
| Чоловіки | 50      | 13                 | 30               | 7                    |
| Жінки    | 38      | 8                  | 18               | 12                   |
| Разом    | 88      | 21                 | 48               | 19                   |